# سیارک ۱۸۲۴۲
سیارک ۱۸۲۴۲ (به انگلیسی: 18242 Peebles، نامگذاری:2102T-2) هجده هزار و دویست و چهل و دومین سیارک کشف شده‌است که در ۲۹ سپتامبر ۱۹۷۳ کشف شد.
قدر مطلق سیارک برابر ۱۰.۲ است.